# Lineaire combinatie

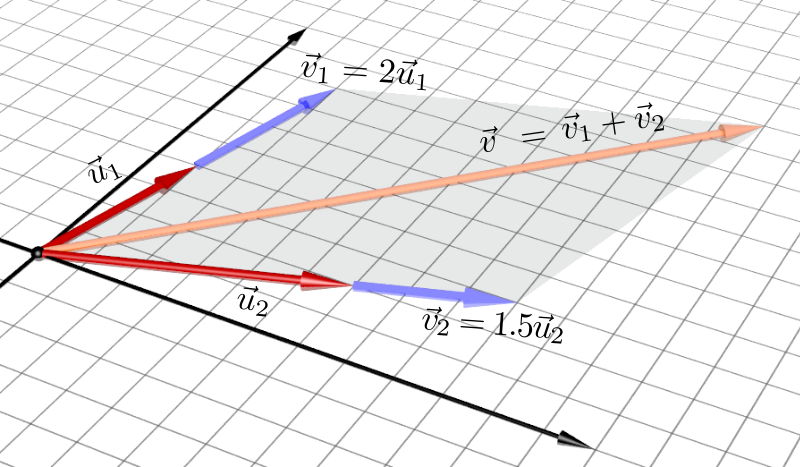
is de lineaire combinatie van de vectoren en :

In de lineaire algebra is een lineaire combinatie van eindig veel vectoren uit een vectorruimte over een lichaam (Ned) / veld (Be), een som van veelvouden van deze vectoren.
Veronderstel dat {\displaystyle \mathbf {u} _{1},\mathbf {u} _{2},\dots ,\mathbf {u} _{n}} vectoren zijn in de vectorruimte {\displaystyle V} over het lichaam / veld {\displaystyle K}. De vector {\displaystyle \mathbf {w} } is een lineaire combinatie van deze {\displaystyle n} vectoren als:
{\displaystyle \mathbf {w} =a_{1}\mathbf {u} _{1}+a_{2}\mathbf {u} _{2}+\dots +a_{n}\mathbf {u} _{n}=\sum _{i=1}^{n}a_{i}\mathbf {u} _{i}\quad } met {\displaystyle \quad a_{i}\in K}.
Alle vectoren in de lineaire deelruimte die door de vectoren {\displaystyle \mathbf {u} _{1},\mathbf {u} _{2},\dots ,\mathbf {u} _{n}} wordt opgespannen zijn vanzelf een lineaire combinaties van deze {\displaystyle n} vectoren.

## Voorbeelden
Laat het lichaam / veld {\displaystyle K} de reële getallen {\displaystyle \mathbb {R} } zijn en laat {\displaystyle V} de euclidische ruimte {\displaystyle \mathbb {R} ^{3}} zijn. Beschouw de vectoren 
{\displaystyle \mathbf {e} _{1}=(1,0,0),\mathbf {e} _{2}=(0,1,0)} en {\displaystyle \mathbf {e} _{3}=(0,0,1)}.
Dan is iedere vector in {\displaystyle \mathbb {R} ^{3}} een lineaire combinatie van {\displaystyle \mathbf {e} _{1},\mathbf {e} _{2}} en {\displaystyle \mathbf {e} _{3}}.
Neem om dit in te zien als voorbeeld de vector {\displaystyle \mathbf {a} =(1,2,3)\in \mathbb {R} ^{3}} en schrijf:
{\displaystyle \mathbf {a} =(a_{1},a_{2},a_{3})=(a_{1},0,0)+(0,a_{2},0)+(0,0,a_{3})=a_{1}(1,0,0)+a_{2}(0,1,0)+a_{3}(0,0,1)=a_{1}\mathbf {e} _{1}+a_{2}\mathbf {e} _{2}+a_{3}\mathbf {e} _{3}}.
De vector {\displaystyle \mathbf {e} _{3}} is geen lineaire combinatie van {\displaystyle \mathbf {e} _{1}} en {\displaystyle \mathbf {e} _{2}}, omdat er geen getallen {\displaystyle a_{1}} en {\displaystyle a_{2}} zijn waarvoor
{\displaystyle \mathbf {e} _{3}=(0,0,1)=a_{1}\mathbf {e} _{1}+a_{2}\mathbf {e} _{2}=a_{1}(1,0,0)+a_{2}(0,1,0)=(a_{1},a_{2},0)}